# كاج ليو جوهانسن
كاج ليو جوهانسن (ولد في 28 آب / أغسطس عام 1964 في توشهافن) هو سياسي من جزر فارو. كان جوهانسن رئيس الوزراء ممثلا للحزب الوحدوي (Sambandsflokkurin). تولى منصبه خلفا لـ Jóannes Eidesgaard في 26 أيلول / سبتمبر 2008، وترك منصبه في 15 سبتمبر 2015، بعد أن خسر حزبه -المتحالف مع حزبي Fólkaflokkurin وMiðflokkurin- الانتخابات العامة في 1 أيلول / سبتمبر 2015. جوهانسن هو أيضا لاعب كرة قدم دولي سابق، وكان يلعب كحارس المرمى لفريق جزر فارو الوطني لكرة القدم.

## وصلات خارجية
- كاج ليو جوهانسن على موقع قاعدة بيانات كرة القدم.إي يو (الإنجليزية)
- كاج ليو جوهانسن على موقع ناشيونال فوتبول تيمز (الإنجليزية)

- Logting.fo, The Prime Minister of the Faroe Islands
- Football.fo
- Torshavn.fo
- HB.fo
- Kyndil.fo
- Profile on FaroeSoccer.com